# Alter Friedhof (Waldfischbach)
Der Alte Friedhof von Waldfischbach ist ein in Teilen denkmalgeschütztes Bauwerk. 

## Lage
Das Objekt befindet sich innerhalb der örtlichen Friedhofstraße inmitten des Waldfischbacher Siedlungsgebiets. Unmittelbar westlich liegt die katholische Kirche St. Joseph.

## Denkmalgeschützte Teile
Denkmalgeschützte Teilbereiche sind mehrere Grabmäler aus dem 19. Jahrhundert, ein um 1900 entstandenes Friedhofskreuz sowie das Kriegerdenkmal, das den Gefallenen des Ersten Weltkriegs gedenkt.

## Kriegerdenkmal
Das Denkmal entspricht dem Typus des „Heldenhaften“, der oft weit ins Mythische überhöhte Krieger, charakterisiert durch manchmal auf kriegerische Attribute (Helm, Schwert) reduzierte Kleidung, begleitet von bäumendem Ross oder sich verabschiedend von Gefährtin und bäuerlichem Leben. Varianten sind die in Pilaster integrierten „Helden“ der Nachbardenkmäler in Dietrichingen, Mauschbach und Hornbach. Diese drei Monumente sind besonders auffallend in der gemeinsamen Umsetzung der Vorstellung vom „heldischen Krieger“.
Besonders auffallend in dieser Gruppe ist das Monument von Waldfischbach: Auf einer hohen Stele steht eine Gestalt in einem leichten Gewand mit Schwert, die einen kleinen Parade-Schild empor hebt. Unter ihr windet sich ein drachenähnliches Wesen. Die Front des Monuments trägt die Jahreszahlen 1914/18 und dazwischen ein EK, jeglicher Text mit Namenslisten fehlt. Dafür sind unter der Deckplatte der Stele auf der Rückseite Architekt und Bildhauer genannt.